# Полић
Полић је српско презиме. Најчешће међу Србима православне вере у Босни и Србији, затим међу Србима католичке вере у околини Дубровника, као и Хрватима у Горском Котару, Далмацији и дијаспори. Најчешћа крсна слава код православних Полића је Свети Никола, а има и оних који славе Светог Јована или Светог Ђорђа (Ђурђевдан).

## Порекло
Један огранак ове породице потиче из околине Прибоја, одакле су се у великом броју расељавали на север у Подриње (околина Љубовије), а касније и у Шабац и посавска сремска села (Кузмин), док је један део Полића остао да живи у прибојском крају. Други део овог огранка се одселио у Босанску Крајину, где их највише има у општинама Лакташи, Сански Мост, Дрвар (село Мокроноге), као и у Бањалуци и осталим градовима Босанске Крајине, Поуња и Посавине.
Други огранак наводно потиче из Далматинске Загоре (око Цетине), одакле се један део одселио у Босну и задржао свој српски идентитет, док се значајан део одселио у иностранство, на острва или на север у Горски Котар (околина Ријеке), где су се временом покатоличили и попримили хрватски национални идентитет. Полића, који данас себе сматрају Хрватима, има и у западној Херцеговини (насеље Полићи у општини Посушје).
Приметан је и немали број босанскохерцеговачких муслимана са овим презименом, што је доказ њиховог српског порекла (видети "Срби исламске вере"). Има их у Сарајеву, средњој Босни, као и у иностранству.